# Okręg wyborczy nr 4 do Sejmu Rzeczypospolitej Polskiej
Okręg wyborczy nr 4 do Sejmu Rzeczypospolitej Polskiej obejmuje obszar miasta na prawach powiatu Bydgoszczy oraz powiatów bydgoskiego, inowrocławskiego, mogileńskiego, nakielskiego, sępoleńskiego, świeckiego, tucholskiego i żnińskiego (województwo kujawsko-pomorskie). W obecnym kształcie został utworzony w 2001. Wybieranych jest w nim 12 posłów w systemie proporcjonalnym.
Siedzibą okręgowej komisji wyborczej jest Bydgoszcz.

## Wyniki wyborów
| Podział 12 mandatów: SLD–UP: 7 Samoobrona: 1 PSL: 1 PO: 1 PiS: 1 LPR: 1 |

| Podział 12 mandatów: SLD: 3 Samoobrona: 1 PO: 3 PiS: 4 LPR: 1 |

| Podział 12 mandatów: LiD: 2 PSL: 1 PO: 6 PiS: 3 |

| Podział 12 mandatów: SLD: 1 RP: 1 PSL: 1 PO: 6 PiS: 3 |

| Podział 12 mandatów: PSL: 1 NRP: 1 K’15: 1 PO: 4 PiS: 5 |

| Podział 12 mandatów: SLD: 2 KO: 4 PSL: 1 PiS: 5 |

| Podział 12 mandatów: NL: 1 KO: 5 TD: 2 PiS: 4 |

## Reprezentanci okręgu
| Sejm | Rok  | Poseł KW          | Poseł KW                           | Poseł KW                          | Poseł KW                                     | Poseł KW           | Poseł KW                 | Poseł KW             | Poseł KW                                    | Poseł KW        | Poseł KW        | Poseł KW       | Poseł KW         | Poseł KW                         | Poseł KW         | Poseł KW     | Poseł KW                             | Poseł KW        | Poseł KW         | Poseł KW         | Poseł KW                | Poseł KW | Poseł KW       | Poseł KW | Poseł KW        |
| ---- | ---- | ----------------- | ---------------------------------- | --------------------------------- | -------------------------------------------- | ------------------ | ------------------------ | -------------------- | ------------------------------------------- | --------------- | --------------- | -------------- | ---------------- | -------------------------------- | ---------------- | ------------ | ------------------------------------ | --------------- | ---------------- | ---------------- | ----------------------- | -------- | -------------- | -------- | --------------- |
| IV   | 2001 |                   | A. Bańkowska SLD–UP                |                                   | J. Zemke SLD–UP (2001) SLD (2005) LiD (2007) |                    | G. Gruszka SLD–UP (2001) |                      | W. Mojzesowicz Samoobrona (2001) PiS (2005) |                 | W. Hatka LPR    |                | T. Piotrowska PO |                                  | E. Kłopotek PSL  |              | G. Ciemniak SLD–UP (2001) SLD (2005) |                 | T. Markowski PiS |                  | B. Hyla-Makowska SLD–UP |          | M. Wnuk SLD–UP |          | R. Basta SLD–UP |
| V    | 2005 | S. Jeneralski SLD |                                    | M. Świątkowski PO                 | J. Zemke SLD–UP (2001) SLD (2005) LiD (2007) |                    |                          | J. Bestry Samoobrona | W. Mojzesowicz Samoobrona (2001) PiS (2005) |                 | W. Hatka LPR    |                | T. Piotrowska PO | P. Olszewski PO (2005) KO (2019) |                  | T. Latos PiS | G. Ciemniak SLD–UP (2001) SLD (2005) |                 | T. Markowski PiS | A. Walkowiak PiS |                         |          |                |          |                 |
| VI   | 2007 |                   | A. Bańkowska LiD (2007) SLD (2011) |                                   | J. Zemke SLD–UP (2001) SLD (2005) LiD (2007) | R. Sikorski PO     |                          | J. Katulski PO       | W. Mojzesowicz Samoobrona (2001) PiS (2005) |                 | E. Kłopotek PSL |                | T. Piotrowska PO | P. Olszewski PO (2005) KO (2019) | K. Brejza PO     | T. Latos PiS |                                      | G. Roszak PO    |                  | A. Walkowiak PiS |                         |          |                |          |                 |
| VI   | 2009 | G. Ciemniak LiD   | A. Bańkowska LiD (2007) SLD (2011) |                                   |                                              | R. Sikorski PO     |                          | J. Katulski PO       | W. Mojzesowicz Samoobrona (2001) PiS (2005) |                 | E. Kłopotek PSL |                | T. Piotrowska PO | P. Olszewski PO (2005) KO (2019) | K. Brejza PO     | T. Latos PiS |                                      | G. Roszak PO    |                  | A. Walkowiak PiS |                         |          |                |          |                 |
| VII  | 2011 |                   | A. Bańkowska LiD (2007) SLD (2011) |                                   | Ł. Krupa RP                                  | R. Sikorski PO     | K. Złotowski PiS         | J. Katulski PO       | I. Kozłowska PO                             | B. Kownacki PiS | E. Kłopotek PSL |                | T. Piotrowska PO | P. Olszewski PO (2005) KO (2019) | K. Brejza PO     | T. Latos PiS |                                      |                 |                  |                  |                         |          |                |          |                 |
| VII  | 2014 | P. Król PiS       | A. Bańkowska LiD (2007) SLD (2011) | G. Ciemniak PO                    | Ł. Krupa RP                                  | R. Sikorski PO     |                          |                      | I. Kozłowska PO                             | B. Kownacki PiS | E. Kłopotek PSL |                | T. Piotrowska PO | P. Olszewski PO (2005) KO (2019) | K. Brejza PO     | T. Latos PiS |                                      |                 |                  |                  |                         |          |                |          |                 |
| VIII | 2015 | P. Król PiS       |                                    | P. Skutecki K’15                  |                                              | M. Stasiński .N    | Z. Pawłowicz PO          |                      | Ł. Schreiber PiS                            | B. Kownacki PiS | E. Kłopotek PSL |                | T. Piotrowska PO | P. Olszewski PO (2005) KO (2019) | K. Brejza PO     | T. Latos PiS | E. Kozanecka PiS                     |                 |                  |                  |                         |          |                |          |                 |
| IX   | 2019 | P. Król PiS       |                                    | K. Gawkowski SLD (2019) NL (2023) |                                              | J. Szopiński SLD   |                          | T. Zwiefka KO        | Ł. Schreiber PiS                            | B. Kownacki PiS |                 | M. Łośko KO    | D. Kurzawa PSL   | P. Olszewski PO (2005) KO (2019) |                  | T. Latos PiS | E. Kozanecka PiS                     | I. Kozłowska KO |                  |                  |                         |          |                |          |                 |
| X    | 2023 | P. Król PiS       |                                    | K. Gawkowski SLD (2019) NL (2023) |                                              | N. Pietrykowski TD | W. Giziński KO           | K. Brejza KO         | Ł. Schreiber PiS                            | B. Kownacki PiS |                 | A. Kłopotek TD |                  | P. Olszewski PO (2005) KO (2019) | I. Karolewska KO | P. Szrot PiS |                                      | I. Kozłowska KO |                  |                  |                         |          |                |          |                 |
| X    | 2024 | P. Król PiS       | M. Łośko KO                        | K. Gawkowski SLD (2019) NL (2023) |                                              | N. Pietrykowski TD | W. Giziński KO           |                      | Ł. Schreiber PiS                            | B. Kownacki PiS |                 | A. Kłopotek TD |                  | P. Olszewski PO (2005) KO (2019) | I. Karolewska KO | P. Szrot PiS |                                      | I. Kozłowska KO |                  |                  |                         |          |                |          |                 |

### Wybory parlamentarne 2001
| Komitet wyborczy                                      | Komitet wyborczy                              | Głosów  | %     | Mandaty | Wybrani posłowie                                                                                                   |
| ----------------------------------------------------- | --------------------------------------------- | ------- | ----- | ------- | --- |
|                                                       | KKW Sojusz Lewicy Demokratycznej – Unia Pracy | 173 486 | 50,37 | 7       | Anna Bańkowska, Janusz Zemke, Grzegorz Gruszka, Grażyna Ciemniak, Barbara Hyla-Makowska, Marcin Wnuk, Renata Basta |
|                                                       | Samoobrona Rzeczpospolitej Polskiej           | 32 953  | 9,57  | 1       | Wojciech Mojzesowicz                                                                                               |
|                                                       | KWW Platforma Obywatelska                     | 30 904  | 8,97  | 1       | Teresa Piotrowska                                                                                                  |
|                                                       | Liga Polskich Rodzin                          | 28 103  | 8,16  | 1       | Witold Hatka |
|                                                       | Polskie Stronnictwo Ludowe                    | 27 028  | 7,85  | 1       | Eugeniusz Kłopotek                                                                                                 |
|                                                       | Prawo i Sprawiedliwość                        | 25 419  | 7,38  | 1       | Tomasz Markowski                                                                                                   |
|                                                       | KKW Akcja Wyborcza Solidarność Prawicy        | 17 114  | 4,97  | –       | |
|                                                       | Unia Wolności                                 | 7802    | 2,27  | –       | |
|                                                       | Alternatywa Ruch Społeczny                    | 917     | 0,27  | –       | |
|                                                       | Polska Unia Gospodarcza                       | 671     | 0,19  | –       | |
| Frekwencja: 46,53% Źródło: Państwowa Komisja Wyborcza |                                               |         |       |         | |

Poniższa tabela przedstawia podział mandatów dla komitetów wyborczych na podstawie uzyskanych głosów, a następnie obliczonych ilorazów wyborczych na podstawie zmodyfikowanej metody Sainte-Laguë.
|        | KKW Sojusz Lewicy Demokratycznej – Unia Pracy | 173 486 | 123 919 | 57 829 | 34 697 | 24 784 | 19 276 | 15 771 | 13 345 | 11 566 | ... | 7543 | 7  | 6,55 |
|        | Samoobrona Rzeczpospolitej Polskiej           | 32 953  | 23 538  | 10 984 | 6591   | 4708   | 3661   | 2996   | 2535   | 2197   | ... | 1433 | 1  | 1,24 |
|        | KWW Platforma Obywatelska                     | 30 904  | 22 074  | 10 301 | 6181   | 4415   | 3434   | 2809   | 2377   | 2060   | ... | 1344 | 1  | 1,17 |
|        | Liga Polskich Rodzin                          | 28 103  | 20 074  | 9368   | 5621   | 4015   | 3123   | 2555   | 2162   | 1874   | ... | 1222 | 1  | 1,06 |
|        | Polskie Stronnictwo Ludowe                    | 27 028  | 19 306  | 9009   | 5406   | 3861   | 3003   | 2457   | 2079   | 1802   | ... | 1175 | 1  | 1,02 |
|        | Prawo i Sprawiedliwość                        | 25 419  | 18 156  | 8473   | 5084   | 3631   | 2824   | 2311   | 1955   | 1695   | ... | 1105 | 1  | 0,96 |
| Ogółem | Ogółem                                        | 317 893 | —       | —      | —      | —      | —      | —      | —      | —      | —   | —    | 12 | 12   |

### Wybory parlamentarne 2005
| Komitet wyborczy                                      | Komitet wyborczy                        | Głosów | %     | Mandaty | Wybrani posłowie                                                        |
| ----------------------------------------------------- | --------------------------------------- | ------ | ----- | ------- | ----------------------------------------------------------------------- |
|                                                       | Prawo i Sprawiedliwość                  | 70 464 | 24,71 | 4       | Tomasz Markowski, Wojciech Mojzesowicz, Tomasz Latos, Andrzej Walkowiak |
|                                                       | Platforma Obywatelska RP                | 59 334 | 20,80 | 3       | Teresa Piotrowska, Maciej Świątkowski, Paweł Olszewski                  |
|                                                       | Sojusz Lewicy Demokratycznej            | 53 211 | 18,66 | 3       | Janusz Zemke, Sławomir Jeneralski, Grażyna Ciemniak                     |
|                                                       | Samoobrona Rzeczpospolitej Polskiej     | 33 363 | 11,70 | 1       | Jan Bestry                                                              |
|                                                       | Liga Polskich Rodzin                    | 19 121 | 6,70  | 1       | Witold Hatka                                                            |
|                                                       | Polskie Stronnictwo Ludowe              | 17 578 | 6,16  | –       |                                                                         |
|                                                       | Socjaldemokracja Polska                 | 8872   | 3,11  | –       |                                                                         |
|                                                       | Partia Demokratyczna – demokraci.pl     | 4858   | 1,70  | –       |                                                                         |
|                                                       | Polska Partia Pracy                     | 4594   | 1,61  | –       |                                                                         |
|                                                       | Ruch Patriotyczny                       | 4274   | 1,50  | –       |                                                                         |
|                                                       | Platforma Janusza Korwin-Mikke          | 3979   | 1,40  | –       |                                                                         |
|                                                       | KWW – Ogólnopolska Koalicja Obywatelska | 1177   | 0,41  | –       |                                                                         |
|                                                       | Stronnictwo Pracy                       | 1019   | 0,36  | –       |                                                                         |
|                                                       | Centrum                                 | 1009   | 0,35  | –       |                                                                         |
|                                                       | Dom Ojczysty                            | 773    | 0,27  | –       |                                                                         |
|                                                       | Inicjatywa RP                           | 543    | 0,19  | –       |                                                                         |
|                                                       | Polska Partia Narodowa                  | 537    | 0,19  | –       |                                                                         |
|                                                       | Narodowe Odrodzenie Polski              | 504    | 0,18  | –       |                                                                         |
| Frekwencja: 37,98% Źródło: Państwowa Komisja Wyborcza |                                         |        |       |         |                                                                         |

Poniższa tabela przedstawia podział mandatów dla komitetów wyborczych na podstawie uzyskanych głosów, a następnie obliczonych ilorazów wyborczych na podstawie metody D’Hondta.
| Podział mandatów dla komitetów wyborczych na podstawie metody D’Hondta | Podział mandatów dla komitetów wyborczych na podstawie metody D’Hondta | Podział mandatów dla komitetów wyborczych na podstawie metody D’Hondta | Podział mandatów dla komitetów wyborczych na podstawie metody D’Hondta | Podział mandatów dla komitetów wyborczych na podstawie metody D’Hondta | Podział mandatów dla komitetów wyborczych na podstawie metody D’Hondta | Podział mandatów dla komitetów wyborczych na podstawie metody D’Hondta | Podział mandatów dla komitetów wyborczych na podstawie metody D’Hondta | Podział mandatów dla komitetów wyborczych na podstawie metody D’Hondta | Podział mandatów dla komitetów wyborczych na podstawie metody D’Hondta | Podział mandatów dla komitetów wyborczych na podstawie metody D’Hondta | Podział mandatów dla komitetów wyborczych na podstawie metody D’Hondta |
| Komitet wyborczy                                                       | Komitet wyborczy                                                       | Liczba głosów                                                          | Iloraz wyborczy                                                        | Iloraz wyborczy                                                        | Iloraz wyborczy                                                        | Iloraz wyborczy                                                        | Iloraz wyborczy                                                        | Iloraz wyborczy                                                        | Iloraz wyborczy                                                        | Mandaty                                                                | TP                                                                     |
| Komitet wyborczy                                                       | Komitet wyborczy                                                       | Liczba głosów                                                          | /1                                                                     | /2                                                                     | /3                                                                     | /4                                                                     | /5                                                                     | ...                                                                    | /12                                                                    | Mandaty                                                                | TP                                                                     |
| ---------------------------------------------------------------------- | ---------------------------------------------------------------------- | ---------------------------------------------------------------------- | ---------------------------------------------------------------------- | ---------------------------------------------------------------------- | ---------------------------------------------------------------------- | ---------------------------------------------------------------------- | ---------------------------------------------------------------------- | ---------------------------------------------------------------------- | ---------------------------------------------------------------------- | ---------------------------------------------------------------------- | ---------------------------------------------------------------------- |
|                                                                        | Prawo i Sprawiedliwość                                                 | 70 464                                                                 | 70 464                                                                 | 35 232                                                                 | 23 488                                                                 | 17 616                                                                 | 14 093                                                                 | ...                                                                    | 5872                                                                   | 4                                                                      | 3,34                                                                   |
|                                                                        | Platforma Obywatelska RP                                               | 59 334                                                                 | 59 334                                                                 | 29 667                                                                 | 19 778                                                                 | 14 834                                                                 | 11 867                                                                 | ...                                                                    | 4945                                                                   | 3                                                                      | 2,81                                                                   |
|                                                                        | Sojusz Lewicy Demokratycznej                                           | 53 211                                                                 | 53 211                                                                 | 26 606                                                                 | 17 737                                                                 | 13 303                                                                 | 10 642                                                                 | ...                                                                    | 4434                                                                   | 3                                                                      | 2,52                                                                   |
|                                                                        | Samoobrona Rzeczpospolitej Polskiej                                    | 33 363                                                                 | 33 363                                                                 | 16 682                                                                 | 11 121                                                                 | 8341                                                                   | 6673                                                                   | ...                                                                    | 2780                                                                   | 1                                                                      | 1,58                                                                   |
|                                                                        | Liga Polskich Rodzin                                                   | 19 121                                                                 | 19 121                                                                 | 9561                                                                   | 6374                                                                   | 4780                                                                   | 3824                                                                   | ...                                                                    | 1593                                                                   | 1                                                                      | 0,91                                                                   |
|                                                                        | Polskie Stronnictwo Ludowe                                             | 17 578                                                                 | 17 578                                                                 | 8789                                                                   | 5859                                                                   | 4395                                                                   | 3516                                                                   | ...                                                                    | 1465                                                                   | 0                                                                      | 0,83                                                                   |
| Ogółem                                                                 | Ogółem                                                                 | 253 071                                                                | —                                                                      | —                                                                      | —                                                                      | —                                                                      | —                                                                      | —                                                                      | —                                                                      | 12                                                                     | 12                                                                     |

### Wybory parlamentarne 2007
| Komitet wyborczy                                      | Komitet wyborczy                      | Głosów  | %     | Mandaty | Wybrani posłowie                                                                                            |
| ----------------------------------------------------- | ------------------------------------- | ------- | ----- | ------- | --- |
|                                                       | Platforma Obywatelska RP              | 184 705 | 44,09 | 6       | Radosław Sikorski, Teresa Piotrowska, Paweł Olszewski, Jarosław Katulski, Krzysztof Brejza, Grzegorz Roszak |
|                                                       | Prawo i Sprawiedliwość                | 101 436 | 24,21 | 3       | Wojciech Mojzesowicz, Tomasz Latos, Andrzej Walkowiak                                                       |
|                                                       | KKW Lewica i Demokraci SLD+SDPL+PD+UP | 79 619  | 19,01 | 2       | Janusz Zemke, Anna Bańkowska, Grażyna Ciemniak                                                              |
|                                                       | Polskie Stronnictwo Ludowe            | 36 476  | 8,71  | 1       | Eugeniusz Kłopotek                                                                                          |
|                                                       | Samoobrona Rzeczpospolitej Polskiej   | 7154    | 1,71  | –       | |
|                                                       | Polska Partia Pracy                   | 5030    | 1,20  | –       | |
|                                                       | Liga Polskich Rodzin                  | 4482    | 1,07  | –       | |
| Frekwencja: 53,26% Źródło: Państwowa Komisja Wyborcza |                                       |         |       |         | |

Poniższa tabela przedstawia podział mandatów dla komitetów wyborczych na podstawie uzyskanych głosów, a następnie obliczonych ilorazów wyborczych na podstawie metody D’Hondta.
| Podział mandatów dla komitetów wyborczych na podstawie metody D’Hondta | Podział mandatów dla komitetów wyborczych na podstawie metody D’Hondta | Podział mandatów dla komitetów wyborczych na podstawie metody D’Hondta | Podział mandatów dla komitetów wyborczych na podstawie metody D’Hondta | Podział mandatów dla komitetów wyborczych na podstawie metody D’Hondta | Podział mandatów dla komitetów wyborczych na podstawie metody D’Hondta | Podział mandatów dla komitetów wyborczych na podstawie metody D’Hondta | Podział mandatów dla komitetów wyborczych na podstawie metody D’Hondta | Podział mandatów dla komitetów wyborczych na podstawie metody D’Hondta | Podział mandatów dla komitetów wyborczych na podstawie metody D’Hondta | Podział mandatów dla komitetów wyborczych na podstawie metody D’Hondta | Podział mandatów dla komitetów wyborczych na podstawie metody D’Hondta | Podział mandatów dla komitetów wyborczych na podstawie metody D’Hondta | Podział mandatów dla komitetów wyborczych na podstawie metody D’Hondta |
| Komitet wyborczy                                                       | Komitet wyborczy                                                       | Liczba głosów                                                          | Iloraz wyborczy                                                        | Iloraz wyborczy                                                        | Iloraz wyborczy                                                        | Iloraz wyborczy                                                        | Iloraz wyborczy                                                        | Iloraz wyborczy                                                        | Iloraz wyborczy                                                        | Iloraz wyborczy                                                        | Iloraz wyborczy                                                        | Mandaty                                                                | TP                                                                     |
| Komitet wyborczy                                                       | Komitet wyborczy                                                       | Liczba głosów                                                          | /1                                                                     | /2                                                                     | /3                                                                     | /4                                                                     | /5                                                                     | /6                                                                     | /7                                                                     | ...                                                                    | /12                                                                    | Mandaty                                                                | TP                                                                     |
| ---------------------------------------------------------------------- | ---------------------------------------------------------------------- | ---------------------------------------------------------------------- | ---------------------------------------------------------------------- | ---------------------------------------------------------------------- | ---------------------------------------------------------------------- | ---------------------------------------------------------------------- | ---------------------------------------------------------------------- | ---------------------------------------------------------------------- | ---------------------------------------------------------------------- | ---------------------------------------------------------------------- | ---------------------------------------------------------------------- | ---------------------------------------------------------------------- | ---------------------------------------------------------------------- |
|                                                                        | Platforma Obywatelska RP                                               | 184 705                                                                | 184 705                                                                | 92 353                                                                 | 61 568                                                                 | 46 176                                                                 | 36 941                                                                 | 30 784                                                                 | 26 386                                                                 | ...                                                                    | 15 392                                                                 | 6                                                                      | 5,51                                                                   |
|                                                                        | Prawo i Sprawiedliwość                                                 | 101 436                                                                | 101 436                                                                | 50 718                                                                 | 33 812                                                                 | 25 359                                                                 | 20 287                                                                 | 16 906                                                                 | 14 491                                                                 | ...                                                                    | 8453                                                                   | 3                                                                      | 3,03                                                                   |
|                                                                        | KKW Lewica i Demokraci SLD+SDPL+PD+UP                                  | 79 619                                                                 | 79 619                                                                 | 39 810                                                                 | 26 540                                                                 | 19 905                                                                 | 15 924                                                                 | 13 270                                                                 | 11 374                                                                 | ...                                                                    | 6635                                                                   | 2                                                                      | 2,38                                                                   |
|                                                                        | Polskie Stronnictwo Ludowe                                             | 36 476                                                                 | 36 476                                                                 | 18 238                                                                 | 12 159                                                                 | 9119                                                                   | 7295                                                                   | 6079                                                                   | 5211                                                                   | ...                                                                    | 3040                                                                   | 1                                                                      | 1,09                                                                   |
| Ogółem                                                                 | Ogółem                                                                 | 402 236                                                                | —                                                                      | —                                                                      | —                                                                      | —                                                                      | —                                                                      | —                                                                      | —                                                                      | —                                                                      | —                                                                      | 12                                                                     | 12                                                                     |

### Wybory parlamentarne 2011
| Komitet wyborczy                                      | Komitet wyborczy                    | Głosów  | %     | Mandaty | Wybrani posłowie |
| ----------------------------------------------------- | ----------------------------------- | ------- | ----- | ------- | --- |
|                                                       | Platforma Obywatelska RP            | 158 938 | 43,23 | 6       | Radosław Sikorski, Krzysztof Brejza, Teresa Piotrowska, Paweł Olszewski, Jarosław Katulski, Iwona Kozłowska, Grażyna Ciemniak |
|                                                       | Prawo i Sprawiedliwość              | 80 632  | 21,93 | 3       | Kosma Złotowski, Tomasz Latos, Bartosz Kownacki, Piotr Król                                                                   |
|                                                       | Ruch Palikota                       | 44 447  | 12,09 | 1       | Łukasz Krupa |
|                                                       | Sojusz Lewicy Demokratycznej        | 38 001  | 10,34 | 1       | Anna Bańkowska |
|                                                       | Polskie Stronnictwo Ludowe          | 30 509  | 8,30  | 1       | Eugeniusz Kłopotek |
|                                                       | Polska Jest Najważniejsza           | 6929    | 1,88  | –       | |
|                                                       | Nowa Prawica – Janusza Korwin-Mikke | 5909    | 1,61  | –       | |
|                                                       | Polska Partia Pracy – Sierpień 80   | 2259    | 0,61  | –       | |
| Frekwencja: 47,77% Źródło: Państwowa Komisja Wyborcza |                                     |         |       |         | |

Poniższa tabela przedstawia podział mandatów dla komitetów wyborczych na podstawie uzyskanych głosów, a następnie obliczonych ilorazów wyborczych na podstawie metody D’Hondta.
| Podział mandatów dla komitetów wyborczych na podstawie metody D’Hondta | Podział mandatów dla komitetów wyborczych na podstawie metody D’Hondta | Podział mandatów dla komitetów wyborczych na podstawie metody D’Hondta | Podział mandatów dla komitetów wyborczych na podstawie metody D’Hondta | Podział mandatów dla komitetów wyborczych na podstawie metody D’Hondta | Podział mandatów dla komitetów wyborczych na podstawie metody D’Hondta | Podział mandatów dla komitetów wyborczych na podstawie metody D’Hondta | Podział mandatów dla komitetów wyborczych na podstawie metody D’Hondta | Podział mandatów dla komitetów wyborczych na podstawie metody D’Hondta | Podział mandatów dla komitetów wyborczych na podstawie metody D’Hondta | Podział mandatów dla komitetów wyborczych na podstawie metody D’Hondta | Podział mandatów dla komitetów wyborczych na podstawie metody D’Hondta | Podział mandatów dla komitetów wyborczych na podstawie metody D’Hondta | Podział mandatów dla komitetów wyborczych na podstawie metody D’Hondta |
| Komitet wyborczy                                                       | Komitet wyborczy                                                       | Liczba głosów                                                          | Iloraz wyborczy                                                        | Iloraz wyborczy                                                        | Iloraz wyborczy                                                        | Iloraz wyborczy                                                        | Iloraz wyborczy                                                        | Iloraz wyborczy                                                        | Iloraz wyborczy                                                        | Iloraz wyborczy                                                        | Iloraz wyborczy                                                        | Mandaty                                                                | TP                                                                     |
| Komitet wyborczy                                                       | Komitet wyborczy                                                       | Liczba głosów                                                          | /1                                                                     | /2                                                                     | /3                                                                     | /4                                                                     | /5                                                                     | /6                                                                     | /7                                                                     | ...                                                                    | /12                                                                    | Mandaty                                                                | TP                                                                     |
| ---------------------------------------------------------------------- | ---------------------------------------------------------------------- | ---------------------------------------------------------------------- | ---------------------------------------------------------------------- | ---------------------------------------------------------------------- | ---------------------------------------------------------------------- | ---------------------------------------------------------------------- | ---------------------------------------------------------------------- | ---------------------------------------------------------------------- | ---------------------------------------------------------------------- | ---------------------------------------------------------------------- | ---------------------------------------------------------------------- | ---------------------------------------------------------------------- | ---------------------------------------------------------------------- |
|                                                                        | Platforma Obywatelska RP                                               | 158 938                                                                | 158 938                                                                | 79 469                                                                 | 52 979                                                                 | 39 735                                                                 | 31 788                                                                 | 26 490                                                                 | 22 705                                                                 | ...                                                                    | 13 245                                                                 | 6                                                                      | 5,41                                                                   |
|                                                                        | Prawo i Sprawiedliwość                                                 | 80 632                                                                 | 80 632                                                                 | 40 316                                                                 | 26 877                                                                 | 20 158                                                                 | 16 126                                                                 | 13 439                                                                 | 11 519                                                                 | ...                                                                    | 6719                                                                   | 3                                                                      | 2,74                                                                   |
|                                                                        | Ruch Palikota                                                          | 44 447                                                                 | 44 447                                                                 | 22 224                                                                 | 14 816                                                                 | 11 112                                                                 | 8889                                                                   | 7408                                                                   | 6350                                                                   | ...                                                                    | 3704                                                                   | 1                                                                      | 1,51                                                                   |
|                                                                        | Sojusz Lewicy Demokratycznej                                           | 38 001                                                                 | 38 001                                                                 | 19 001                                                                 | 12 667                                                                 | 9500                                                                   | 7600                                                                   | 6334                                                                   | 5429                                                                   | ...                                                                    | 3167                                                                   | 1                                                                      | 1,29                                                                   |
|                                                                        | Polskie Stronnictwo Ludowe                                             | 30 509                                                                 | 30 509                                                                 | 15 255                                                                 | 10 170                                                                 | 7627                                                                   | 6102                                                                   | 5085                                                                   | 4358                                                                   | ...                                                                    | 2542                                                                   | 1                                                                      | 1,04                                                                   |
| Ogółem                                                                 | Ogółem                                                                 | 352 527                                                                | —                                                                      | —                                                                      | —                                                                      | —                                                                      | —                                                                      | —                                                                      | —                                                                      | —                                                                      | —                                                                      | 12                                                                     | 12                                                                     |

### Wybory parlamentarne 2015
| Komitet wyborczy                                      | Komitet wyborczy                             | Głosów  | %     | Mandaty | Wybrani posłowie                                                            |
| ----------------------------------------------------- | -------------------------------------------- | ------- | ----- | ------- | --------------------------------------------------------------------------- |
|                                                       | Prawo i Sprawiedliwość                       | 113 024 | 30,20 | 5       | Tomasz Latos, Piotr Król, Bartosz Kownacki, Łukasz Schreiber, Ewa Kozanecka |
|                                                       | Platforma Obywatelska RP                     | 110 948 | 29,64 | 4       | Zbigniew Pawłowicz, Teresa Piotrowska, Krzysztof Brejza, Paweł Olszewski    |
|                                                       | KKW Zjednoczona Lewica SLD+TR+PPS+UP+Zieloni | 37 583  | 10,04 | –       |                                                                             |
|                                                       | KWW Kukiz’15                                 | 29 080  | 7,77  | 1       | Paweł Skutecki                                                              |
|                                                       | Nowoczesna Ryszarda Petru                    | 27 334  | 7,30  | 1       | Michał Stasiński                                                            |
|                                                       | Polskie Stronnictwo Ludowe                   | 22 701  | 6,07  | 1       | Eugeniusz Kłopotek                                                          |
|                                                       | KORWiN                                       | 17 002  | 4,54  | –       |                                                                             |
|                                                       | Partia Razem                                 | 14 062  | 3,76  | –       |                                                                             |
|                                                       | KWW Zbigniewa Stonogi                        | 2543    | 0,68  | –       |                                                                             |
| Frekwencja: 47,87% Źródło: Państwowa Komisja Wyborcza |                                              |         |       |         |                                                                             |

Poniższa tabela przedstawia podział mandatów dla komitetów wyborczych na podstawie uzyskanych głosów, a następnie obliczonych ilorazów wyborczych na podstawie metody D’Hondta.
| Podział mandatów dla komitetów wyborczych na podstawie metody D’Hondta | Podział mandatów dla komitetów wyborczych na podstawie metody D’Hondta | Podział mandatów dla komitetów wyborczych na podstawie metody D’Hondta | Podział mandatów dla komitetów wyborczych na podstawie metody D’Hondta | Podział mandatów dla komitetów wyborczych na podstawie metody D’Hondta | Podział mandatów dla komitetów wyborczych na podstawie metody D’Hondta | Podział mandatów dla komitetów wyborczych na podstawie metody D’Hondta | Podział mandatów dla komitetów wyborczych na podstawie metody D’Hondta | Podział mandatów dla komitetów wyborczych na podstawie metody D’Hondta | Podział mandatów dla komitetów wyborczych na podstawie metody D’Hondta | Podział mandatów dla komitetów wyborczych na podstawie metody D’Hondta | Podział mandatów dla komitetów wyborczych na podstawie metody D’Hondta | Podział mandatów dla komitetów wyborczych na podstawie metody D’Hondta |
| Komitet wyborczy                                                       | Komitet wyborczy                                                       | Liczba głosów                                                          | Iloraz wyborczy                                                        | Iloraz wyborczy                                                        | Iloraz wyborczy                                                        | Iloraz wyborczy                                                        | Iloraz wyborczy                                                        | Iloraz wyborczy                                                        | Iloraz wyborczy                                                        | Iloraz wyborczy                                                        | Mandaty                                                                | TP                                                                     |
| Komitet wyborczy                                                       | Komitet wyborczy                                                       | Liczba głosów                                                          | /1                                                                     | /2                                                                     | /3                                                                     | /4                                                                     | /5                                                                     | /6                                                                     | ...                                                                    | /12                                                                    | Mandaty                                                                | TP                                                                     |
| ---------------------------------------------------------------------- | ---------------------------------------------------------------------- | ---------------------------------------------------------------------- | ---------------------------------------------------------------------- | ---------------------------------------------------------------------- | ---------------------------------------------------------------------- | ---------------------------------------------------------------------- | ---------------------------------------------------------------------- | ---------------------------------------------------------------------- | ---------------------------------------------------------------------- | ---------------------------------------------------------------------- | ---------------------------------------------------------------------- | ---------------------------------------------------------------------- |
|                                                                        | Prawo i Sprawiedliwość                                                 | 113 024                                                                | 113 024                                                                | 56 512                                                                 | 37 675                                                                 | 28 256                                                                 | 22 605                                                                 | 18 837                                                                 | ...                                                                    | 9419                                                                   | 5                                                                      | 4,47                                                                   |
|                                                                        | Platforma Obywatelska RP                                               | 110 948                                                                | 110 948                                                                | 55 474                                                                 | 36 983                                                                 | 27 737                                                                 | 22 190                                                                 | 18 491                                                                 | ...                                                                    | 9246                                                                   | 4                                                                      | 4,39                                                                   |
|                                                                        | KWW Kukiz’15                                                           | 29 080                                                                 | 29 080                                                                 | 14 540                                                                 | 9693                                                                   | 7270                                                                   | 5816                                                                   | 4847                                                                   | ...                                                                    | 2423                                                                   | 1                                                                      | 1,15                                                                   |
|                                                                        | Nowoczesna Ryszarda Petru                                              | 27 334                                                                 | 27 334                                                                 | 13 667                                                                 | 9111                                                                   | 6834                                                                   | 5467                                                                   | 4556                                                                   | ...                                                                    | 2278                                                                   | 1                                                                      | 1,08                                                                   |
|                                                                        | Polskie Stronnictwo Ludowe                                             | 22 701                                                                 | 22 701                                                                 | 11 351                                                                 | 7567                                                                   | 5675                                                                   | 4540                                                                   | 3784                                                                   | ...                                                                    | 1892                                                                   | 1                                                                      | 0,90                                                                   |
| Ogółem                                                                 | Ogółem                                                                 | 303 087                                                                | —                                                                      | —                                                                      | —                                                                      | —                                                                      | —                                                                      | —                                                                      | —                                                                      | —                                                                      | 12                                                                     | 12                                                                     |

### Wybory parlamentarne 2019
| Komitet wyborczy                                      | Komitet wyborczy                           | Głosów  | %     | Mandaty | Wybrani posłowie                                                            |
| ----------------------------------------------------- | ------------------------------------------ | ------- | ----- | ------- | --------------------------------------------------------------------------- |
|                                                       | Prawo i Sprawiedliwość                     | 167 550 | 36,43 | 5       | Tomasz Latos, Łukasz Schreiber, Ewa Kozanecka, Bartosz Kownacki, Piotr Król |
|                                                       | KKW Koalicja Obywatelska PO .N iPL Zieloni | 142 844 | 31,05 | 4       | Tadeusz Zwiefka, Paweł Olszewski, Magdalena Łośko, Iwona Kozłowska          |
|                                                       | Sojusz Lewicy Demokratycznej               | 69 783  | 15,17 | 2       | Krzysztof Gawkowski, Jan Szopiński                                          |
|                                                       | Polskie Stronnictwo Ludowe                 | 41 497  | 9,02  | 1       | Dariusz Kurzawa                                                             |
|                                                       | Konfederacja Wolność i Niepodległość       | 32 406  | 7,05  | –       |                                                                             |
|                                                       | KWW Koalicja Bezpartyjni i Samorządowcy    | 5922    | 1,29  | –       |                                                                             |
| Frekwencja: 59,90% Źródło: Państwowa Komisja Wyborcza |                                            |         |       |         |                                                                             |

Poniższa tabela przedstawia podział mandatów dla komitetów wyborczych na podstawie uzyskanych głosów, a następnie obliczonych ilorazów wyborczych na podstawie metody D’Hondta.
| Podział mandatów dla komitetów wyborczych na podstawie metody D’Hondta | Podział mandatów dla komitetów wyborczych na podstawie metody D’Hondta | Podział mandatów dla komitetów wyborczych na podstawie metody D’Hondta | Podział mandatów dla komitetów wyborczych na podstawie metody D’Hondta | Podział mandatów dla komitetów wyborczych na podstawie metody D’Hondta | Podział mandatów dla komitetów wyborczych na podstawie metody D’Hondta | Podział mandatów dla komitetów wyborczych na podstawie metody D’Hondta | Podział mandatów dla komitetów wyborczych na podstawie metody D’Hondta | Podział mandatów dla komitetów wyborczych na podstawie metody D’Hondta | Podział mandatów dla komitetów wyborczych na podstawie metody D’Hondta | Podział mandatów dla komitetów wyborczych na podstawie metody D’Hondta | Podział mandatów dla komitetów wyborczych na podstawie metody D’Hondta | Podział mandatów dla komitetów wyborczych na podstawie metody D’Hondta |
| Komitet wyborczy                                                       | Komitet wyborczy                                                       | Liczba głosów                                                          | Iloraz wyborczy                                                        | Iloraz wyborczy                                                        | Iloraz wyborczy                                                        | Iloraz wyborczy                                                        | Iloraz wyborczy                                                        | Iloraz wyborczy                                                        | Iloraz wyborczy                                                        | Iloraz wyborczy                                                        | Mandaty                                                                | TP                                                                     |
| Komitet wyborczy                                                       | Komitet wyborczy                                                       | Liczba głosów                                                          | /1                                                                     | /2                                                                     | /3                                                                     | /4                                                                     | /5                                                                     | /6                                                                     | ...                                                                    | /12                                                                    | Mandaty                                                                | TP                                                                     |
| ---------------------------------------------------------------------- | ---------------------------------------------------------------------- | ---------------------------------------------------------------------- | ---------------------------------------------------------------------- | ---------------------------------------------------------------------- | ---------------------------------------------------------------------- | ---------------------------------------------------------------------- | ---------------------------------------------------------------------- | ---------------------------------------------------------------------- | ---------------------------------------------------------------------- | ---------------------------------------------------------------------- | ---------------------------------------------------------------------- | ---------------------------------------------------------------------- |
|                                                                        | Prawo i Sprawiedliwość                                                 | 167 550                                                                | 167 550                                                                | 83 775                                                                 | 55 850                                                                 | 41 888                                                                 | 33 510                                                                 | 27 925                                                                 | ...                                                                    | 13 963                                                                 | 5                                                                      | 4,43                                                                   |
|                                                                        | KKW Koalicja Obywatelska PO .N iPL Zieloni                             | 142 844                                                                | 142 844                                                                | 71 422                                                                 | 47 615                                                                 | 35 711                                                                 | 28 569                                                                 | 23 807                                                                 | ...                                                                    | 11 904                                                                 | 4                                                                      | 3,77                                                                   |
|                                                                        | Sojusz Lewicy Demokratycznej                                           | 69 783                                                                 | 69 783                                                                 | 34 892                                                                 | 23 261                                                                 | 17 446                                                                 | 13 957                                                                 | 11 631                                                                 | ...                                                                    | 5815                                                                   | 2                                                                      | 1,84                                                                   |
|                                                                        | Polskie Stronnictwo Ludowe                                             | 41 497                                                                 | 41 497                                                                 | 20 479                                                                 | 13 832                                                                 | 10 374                                                                 | 8299                                                                   | 6916                                                                   | ...                                                                    | 3458                                                                   | 1                                                                      | 1,10                                                                   |
|                                                                        | Konfederacja Wolność i Niepodległość                                   | 32 406                                                                 | 32 406                                                                 | 16 203                                                                 | 10 802                                                                 | 8102                                                                   | 6481                                                                   | 5401                                                                   | ...                                                                    | 2701                                                                   | 0                                                                      | 0,86                                                                   |
| Ogółem                                                                 | Ogółem                                                                 | 454 080                                                                | —                                                                      | —                                                                      | —                                                                      | —                                                                      | —                                                                      | —                                                                      | —                                                                      | —                                                                      | 12                                                                     | 12                                                                     |

### Wybory parlamentarne 2023
| Komitet wyborczy                                      | Komitet wyborczy                                                           | Głosów  | %     | Mandaty | Wybrani posłowie                                                                                           |
| ----------------------------------------------------- | -------------------------------------------------------------------------- | ------- | ----- | ------- | --- |
|                                                       | KKW Koalicja Obywatelska PO .N iPL Zieloni                                 | 186 914 | 35,01 | 5       | Krzysztof Brejza, Paweł Olszewski, Iwona Kozłowska, Włodzisław Giziński, Iwona Karolewska, Magdalena Łośko |
|                                                       | Prawo i Sprawiedliwość                                                     | 162 603 | 30,45 | 4       | Łukasz Schreiber, Paweł Szrot, Piotr Król, Bartosz Kownacki                                                |
|                                                       | KKW Trzecia Droga Polska 2050 Szymona Hołowni – Polskie Stronnictwo Ludowe | 80 426  | 15,06 | 2       | Norbert Pietrykowski, Agnieszka Kłopotek                                                                   |
|                                                       | Nowa Lewica                                                                | 52 959  | 9,92  | 1       | Krzysztof Gawkowski                                                                                        |
|                                                       | Konfederacja Wolność i Niepodległość                                       | 34 266  | 6,42  | –       | |
|                                                       | Bezpartyjni Samorządowcy                                                   | 8905    | 1,67  | –       | |
|                                                       | Polska Jest Jedna                                                          | 7846    | 1,47  | –       | |
| Frekwencja: 73,09% Źródło: Państwowa Komisja Wyborcza |                                                                            |         |       |         | |

Poniższa tabela przedstawia podział mandatów dla komitetów wyborczych na podstawie uzyskanych głosów, a następnie obliczonych ilorazów wyborczych na podstawie metody D’Hondta.
| Podział mandatów dla komitetów wyborczych na podstawie metody D’Hondta | Podział mandatów dla komitetów wyborczych na podstawie metody D’Hondta     | Podział mandatów dla komitetów wyborczych na podstawie metody D’Hondta | Podział mandatów dla komitetów wyborczych na podstawie metody D’Hondta | Podział mandatów dla komitetów wyborczych na podstawie metody D’Hondta | Podział mandatów dla komitetów wyborczych na podstawie metody D’Hondta | Podział mandatów dla komitetów wyborczych na podstawie metody D’Hondta | Podział mandatów dla komitetów wyborczych na podstawie metody D’Hondta | Podział mandatów dla komitetów wyborczych na podstawie metody D’Hondta | Podział mandatów dla komitetów wyborczych na podstawie metody D’Hondta | Podział mandatów dla komitetów wyborczych na podstawie metody D’Hondta | Podział mandatów dla komitetów wyborczych na podstawie metody D’Hondta | Podział mandatów dla komitetów wyborczych na podstawie metody D’Hondta |
| Komitet wyborczy                                                       | Komitet wyborczy                                                           | Liczba głosów                                                          | Iloraz wyborczy                                                        | Iloraz wyborczy                                                        | Iloraz wyborczy                                                        | Iloraz wyborczy                                                        | Iloraz wyborczy                                                        | Iloraz wyborczy                                                        | Iloraz wyborczy                                                        | Iloraz wyborczy                                                        | Mandaty                                                                | TP                                                                     |
| Komitet wyborczy                                                       | Komitet wyborczy                                                           | Liczba głosów                                                          | /1                                                                     | /2                                                                     | /3                                                                     | /4                                                                     | /5                                                                     | /6                                                                     | ...                                                                    | /12                                                                    | Mandaty                                                                | TP                                                                     |
| ---------------------------------------------------------------------- | -------------------------------------------------------------------------- | ---------------------------------------------------------------------- | ---------------------------------------------------------------------- | ---------------------------------------------------------------------- | ---------------------------------------------------------------------- | ---------------------------------------------------------------------- | ---------------------------------------------------------------------- | ---------------------------------------------------------------------- | ---------------------------------------------------------------------- | ---------------------------------------------------------------------- | ---------------------------------------------------------------------- | ---------------------------------------------------------------------- |
|                                                                        | KKW Koalicja Obywatelska PO .N iPL Zieloni                                 | 186 914                                                                | 186 914                                                                | 93 457                                                                 | 62 305                                                                 | 46 729                                                                 | 37 383                                                                 | 31 152                                                                 | ...                                                                    | 15 576                                                                 | 5                                                                      | 4,34                                                                   |
|                                                                        | Prawo i Sprawiedliwość                                                     | 162 603                                                                | 162 603                                                                | 81 302                                                                 | 54 201                                                                 | 40 651                                                                 | 32 521                                                                 | 27 101                                                                 | ...                                                                    | 13 550                                                                 | 4                                                                      | 3,77                                                                   |
|                                                                        | KKW Trzecia Droga Polska 2050 Szymona Hołowni – Polskie Stronnictwo Ludowe | 80 426                                                                 | 80 426                                                                 | 40 213                                                                 | 26 809                                                                 | 20 107                                                                 | 16 085                                                                 | 13 404                                                                 | ...                                                                    | 6702                                                                   | 2                                                                      | 1,87                                                                   |
|                                                                        | Nowa Lewica                                                                | 52 959                                                                 | 52 959                                                                 | 26 480                                                                 | 17 653                                                                 | 13 240                                                                 | 10 592                                                                 | 8827                                                                   | ...                                                                    | 4413                                                                   | 1                                                                      | 1,23                                                                   |
|                                                                        | Konfederacja Wolność i Niepodległość                                       | 34 266                                                                 | 34 266                                                                 | 17 133                                                                 | 11 422                                                                 | 8567                                                                   | 6853                                                                   | 5711                                                                   | ...                                                                    | 2856                                                                   | 0                                                                      | 0,80                                                                   |
| Ogółem                                                                 | Ogółem                                                                     | 517 168                                                                | —                                                                      | —                                                                      | —                                                                      | —                                                                      | —                                                                      | —                                                                      | —                                                                      | —                                                                      | 12                                                                     | 12                                                                     |